# Просторни план Црне Горе
Просторни план Црне Горе даје оквир за просторни развој њене територије што подразумева дефинисање:
- општих принципа и циљева просторног развоја заснованих на одрживом развоју
- посебних циљева подручја и одговарајућих принципа просторног развоја
- посебних циљева и принципа сектора који се тичу просторног развоја
- смерница које треба узети у обзир приликом израде других просторнопланских докумената

Први просторни план за републику Црну Гору урађен је 1986. године са изменама и допунама 1991. и 1997. године. У складу са тим просторним планом рађени су просторни планови подручја посебне намјене за Дурмитор, Скадарско језеро, Ловћен, Биоградску Гору и Морско добро.
Просторни план Црне Горе за период до 2020. године је као други просторни план републике израђен на основу одлуке Скупштине Црне Горе из 2001. године (Службени лист 45/01) и усвојен 2008. године (Службени лист 24/08). Овај документ представља стратешки документ просторног планирања на националном нивоу за територију Црне Горе.
Садржај Просторног плана Црне Горе до 2020. године је следећи:
А Оцена стања просторног развоја
- Оцена остваривања просторног плана
- Искуства из просторног планирања и досадашњег управљања развојем
- Главни фактори просторног развоја (по секторским областима)

Б Пројекције развоја и концепиције коришћења, организације и уређења простора
- Основе дугорочне организације простора
- Концепт организације, коришћења и уређења простора
- Смернице и мере за реализацију плана
- Препоруке за раелизацију плана

Просторни план Црне Горе до 2020. године садржи 15 прегледних карата.
Спровођење просторног плана се обезбеђује годишњим Програмима уређења простора. Законски основ је члан 16. Закона о уређењу простора и изградњи објеката (Службени лист 51/08). Први Програм уређења простора донела је Влада Црне Горе на седници оджаној 11. децембра 2008. године.
Израда трећег просторног плана за републику Црну Гору је предвиђена за период до 2040. године.